# Pontotoc County, Mississippi
Pontotoc County är ett administrativt område i delstaten Mississippi, USA, med 29 957 invånare. Den administrativa huvudorten (county seat) är Pontotoc.

## Geografi
Enligt United States Census Bureau har countyt en total area på 1 298 km². 1 288 km² av den arean är land och 10 km² är vatten. 

### Angränsande countyn
- Union County - nord
- Lee County - öst
- Chickasaw County - syd
- Calhoun County - sydväst
- Lafayette County - väst